# Inácio Lucas Mwita

Wappen von Inácio Lucas Mwita

Inácio Lucas Mwita (* 21. September 1969 in Napaco, Provinz Nampula) ist ein mosambikanischer Geistlicher und römisch-katholischer Bischof von Gurué.

## Leben
Inácio Lucas Mwita absolvierte im Jahr 1988 das Propädeutikum in Nampula und studierte anschließend an den Priesterseminaren in Matola und Maputo. Am 21. Juni 1998 empfing er das Sakrament der Priesterweihe für das Bistum Nacala.
Nach der Priesterweihe war er zunächst Kaplan an der Kathedrale von Nacala und Lehrer für Portugiesisch und Geschichte sowie geistlicher Assistent der Legio Mariae. Von 1998 bis 2001 war er zudem Verantwortlicher für die Berufungspastoral und die Seminaristen des Bistums. Von 2001 bis 2004 studierte er an der Benediktinerhochschule Sant’Anselmo und erwarb das Lizenziat in Liturgik. Nach der Rückkehr war er zunächst erneut Kaplan an der Kathedrale. Anschließend war er Vizerektor und Studienpräfekt am philosophischen Seminar in Matola sowie Dozent für Liturgik am theologischen Seminar in Maputo und dem Institut Maria, Mutter Afrikas. Von 2011 bis 2015 war er Rektor des interdiözesanen theologischen Seminars in Maputo. Außerdem war er Sekretär der Kommissionen der mosambikanischen Bischofskonferenz für die Liturgie und den Klerus. Neben Tätigkeiten in der Pfarrseelsorge war er ab 2017 Generalvikar des Bistums Nacala.
Am 2. Februar 2021 ernannte ihn Papst Franziskus zum Bischof von Gurué. Der emeritierte Bischof von Nacala, Germano Grachane CM, spendete ihm am 21. März desselben Jahres die Bischofsweihe. Mitkonsekratoren waren der Bischof von Xai Xai, Lucio Andrice Muandula, und der Erzbischof von Nampula, Inácio Saure IMC.